# 幾丁二糖

葡萄胺糖二聚物形式的幾丁二糖

N,N'-二乙醯葡萄胺糖二聚物形式的幾丁二糖

幾丁二糖（英語：Chitobiose，又称壳二糖）為氨基葡萄糖單元以β-1,4-鍵結構成的二聚體。由於首次被分離出的方法，使名字不能完整表示其結構，其名字所指不够明确。

## 另見
- 氨基葡萄糖
- 幾丁質
- 溶菌酶
- 幾丁糊精